# Domingo de la Calzada

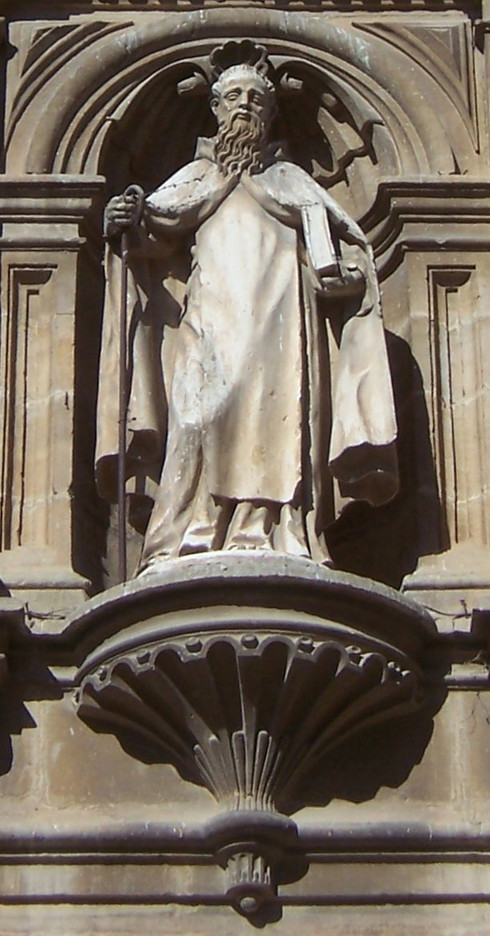
Domingo-Statue an der Kathedrale von Santo Domingo de la Calzada

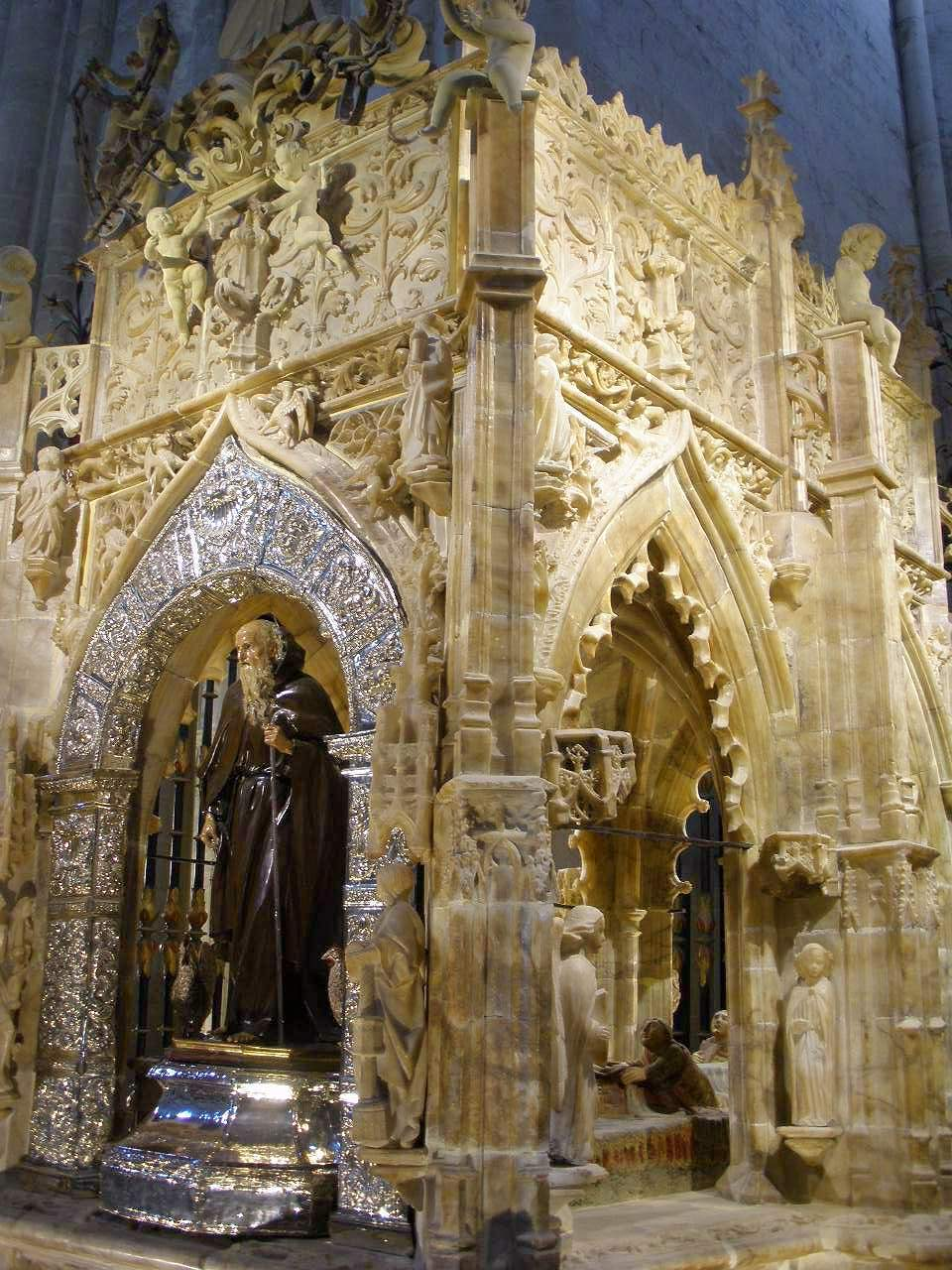
Grabmal Santo Domingos

Domingo García, später Santo Domingo de la Calzada (* 1019 in Viloria de Rioja, Spanien; † 12. Mai 1109 Santo Domingo de la Calzada, Spanien) war ein Förderer der Pilgerfahrt nach Santiago de Compostela in der Rioja, Spanien.

## Leben
Domingo wurde möglicherweise in Viloria de Rioja geboren, ca. 17 km westlich des damals noch nicht existierenden Ortes Santo Domingo de la Calzada; beide Orte lagen am Jakobsweg. Er studierte im Kloster San Millán de Suso, wurde aber nicht als Mönch aufgenommen. Er ließ sich dann nahe dem späteren Santo Domingo de la Calzada nieder und führte ein Einsiedlerleben. Die Gegend war unsicheres Grenzland und nur teilweise kultiviert; als Wege gab es verfallene römische oder wenig gebahnte und unebene neue Wege, in den Wäldern lauerten Räuber. Als er immer mehr verirrte Pilger traf, widmete er ihnen sein Leben und ließ Straßen (calzadas) erneuern. Im Jahr 1044 legte er eine Brücke über den Río Oja an; sein Hospital/Herbergsbau (spätgotisch erneuert) ist heute ein Parador. Er soll auch den Vorgängerbau der Kathedrale errichtet haben. Nach dem Tod von König Sancho IV. von Navarra übernahm König Alfons VI. von Kastilien im Jahr 1076 die Rioja. Fortan unterstützte Alfons von Kastilien tatkräftig Domingos Vorhaben.

## Wunder
Domingo verstarb im Jahr 1109. Um sein Grab entstand und entwickelte sich der Marktflecken Santo Domingo de la Calzada; Wunderberichte trugen zur Entwicklung des Ortes bei. Im 14./15. Jahrhundert entstand die Legende vom Hahn und der Henne, die nicht direkt auf Domingo Bezug nimmt, deren Stall aber in der Kathedrale der Stadt zu sehen ist. Sein aufwändig gestaltetes Grabmal entstand in der 1. Hälfte des 16. Jahrhunderts und stammt von Felipe Bigarny.

## Verehrung
Dominikus wird hauptsächlich entlang des Jakobsweges und vor allem im Raum Burgos verehrt; jedoch trägt keine einzige Kirche sein Patrozinium.

## Darstellung
Mittelalterliche Darstellungen des Heiligen sind unbekannt. Die meisten Darstellungen entstanden ab dem 18. Jahrhundert und zeigen ihn als Eremit mit langem Mantel.